# Parque recreacional Carlos Raúl Villanueva
El parque recreacional Carlos Raúl Villanueva, es un parque ubicado en el sector noreste de Maracay, estado Aragua, Venezuela. Es aledaño al Hotel Maracay, y es propiedad de la municipalidad de Girardot. El parque debe su nombre al arquitecto Carlos Raúl Villanueva, máximo exponente e impulsor de la arquitectura moderna en el país.
El parque cuenta con área de piscina, tobogán infantil, restaurantes, cancha deportiva, áreas verdes, entre otros atractivos.
En la actualidad la comunidad continúa vinculando erróneamente este terreno con el Hotel Maracay, y se sigue conociendo popularmente como Country Club de Maracay.

## Historia
Anteriormente fue habilitado como campo de golf mediante labores de paisajismo así como con la incorporación de instalaciones pertinentes para el uso propuesto por parte de la Asociación Country Club de Maracay, fundada en 1974, que se hizo responsable del desarrollo, la ampliación y el mantenimiento del lugar. Posteriormente fue declarado Zona Verde de carácter público por decreto municipal del 21 de octubre de 1987 y designado con el nombre de Parque Ciudad de Maracay, en el cual sólo se permitió edificaciones complementarias a la actividad recreacional pasiva.
El ahora llamado Parque Recreacional Carlos Raúl Villanueva, otrora Country Club de Maracay, pasó a manos de la Gobernación de Aragua en mayo de 2010 por una decisión del entonces mandatario regional Rafael Isea.
En estas instalaciones funcionaba la escuela de tenis Juan Carlos Bianchi y tres canchas, además del restaurante La Ganadera. Tales espacios pasaron al control del ejecutivo regional, bajo la premisa de que están ubicados en terrenos que le pertenecen al Estado.